# Kanadische Schwarz-Pappel

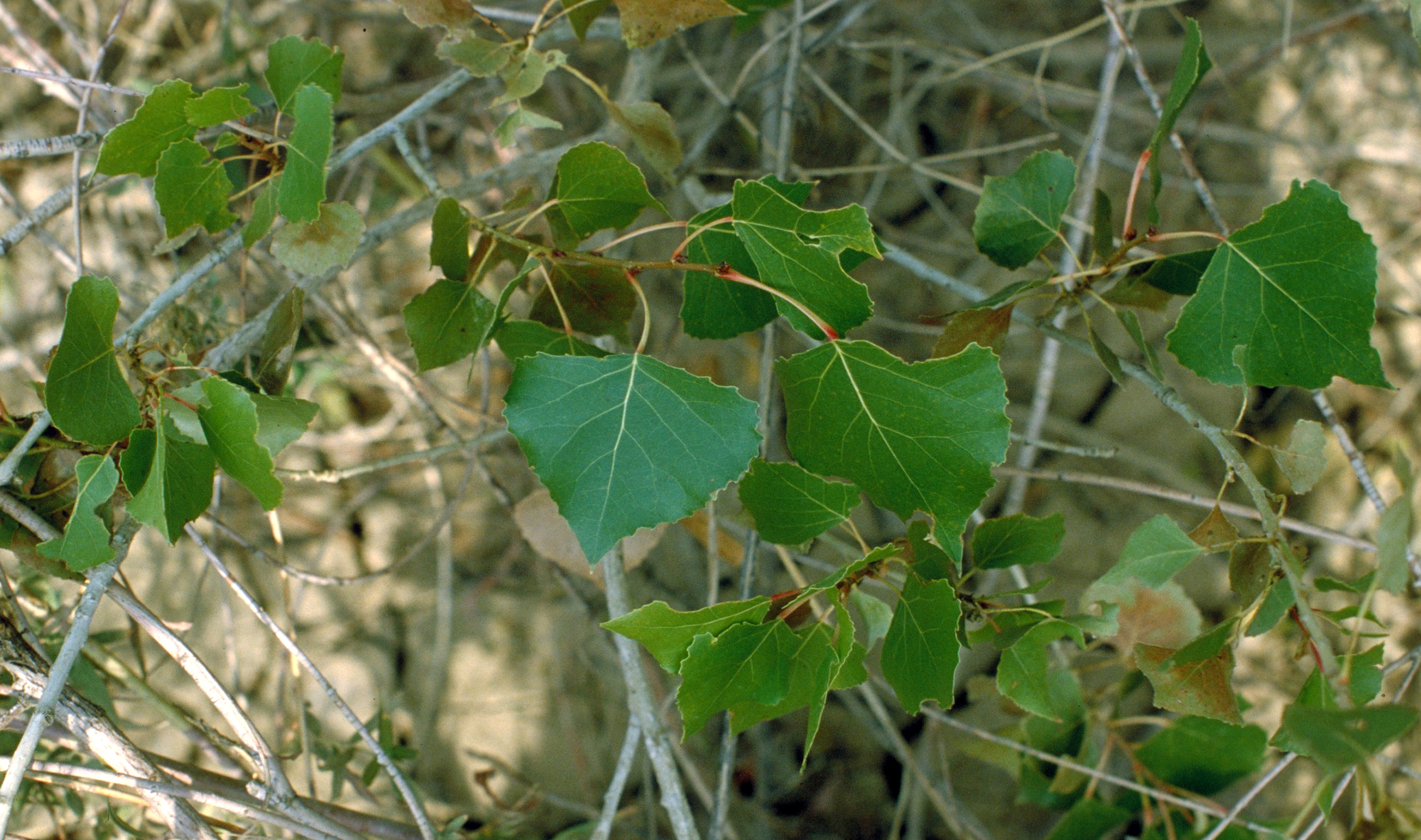
Blätter der Unterart P. deltoides subsp. monilifera

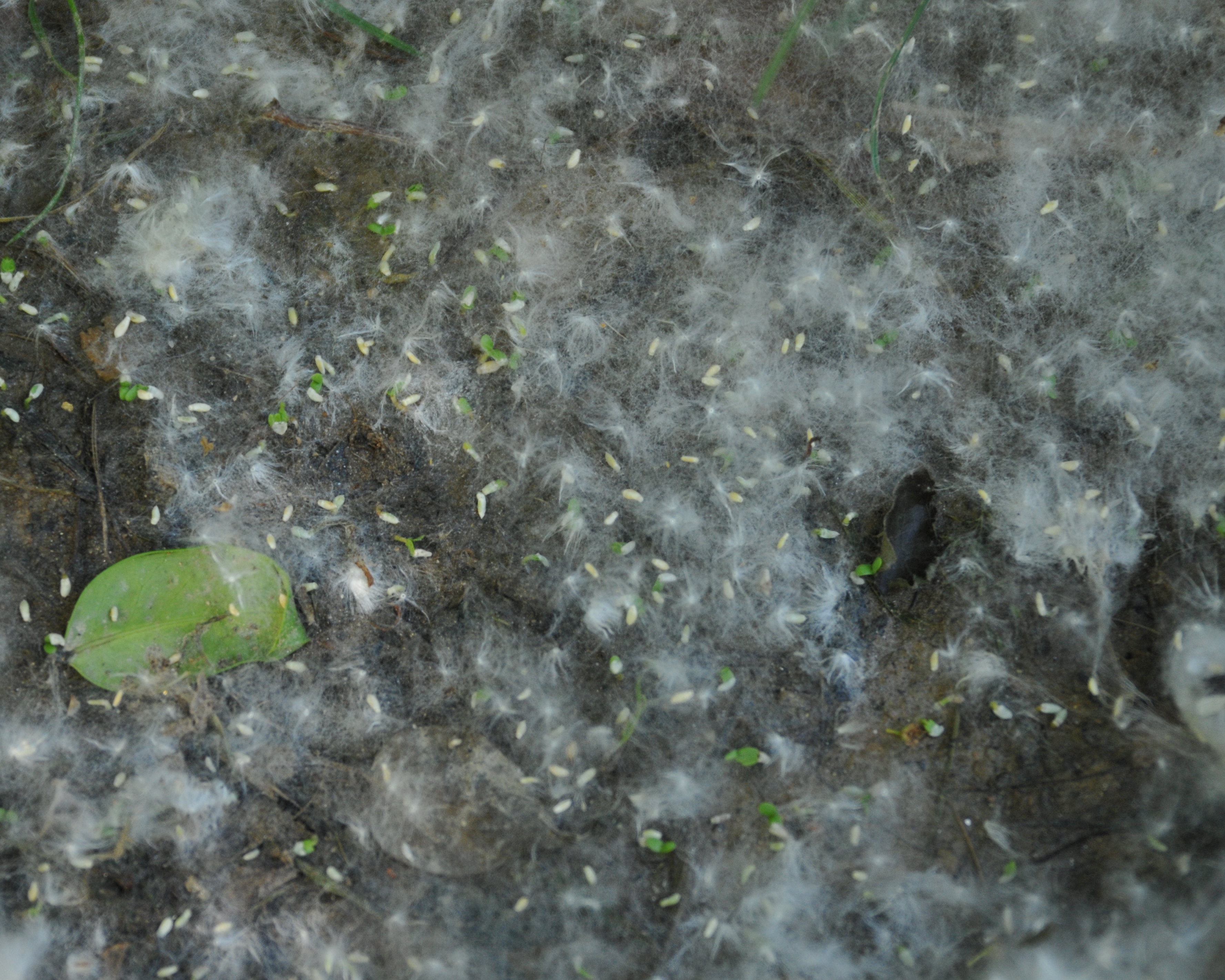
Samenwolle

Die Kanadische Schwarz-Pappel (Populus deltoides), auch Amerikanische Schwarz-Pappel oder Rosenkranz-Pappel genannt, ist ein Laubbaum aus der Sektion der Schwarzpappeln (Aigeiros), der in den nördlichen und östlichen Teilen von Nordamerika beheimatet ist. Sie gehört zu den höchsten und am raschesten wachsenden Bäumen östlich der Rocky Mountains. Aufgrund der reichlich gebildeten, der Baumwolle ähnelnden Samenwolle wird sie im Englischen als Eastern Cotton Wood bezeichnet. Nach der Einbürgerung in Europa entstand durch Hybridisierung mit der Europäischen Schwarz-Pappel (Populus nigra) die forstwirtschaftlich wichtige Bastard-Schwarz-Pappel (Populus × canadensis).

## Beschreibung
Die Kanadische Schwarz-Pappel ist ein schnellwüchsiger, bis über 35 Meter hoher Laubbaum mit durchgehendem Stamm und breiter, offener Krone. Der Stammdurchmesser erreicht bis über 2,5 Meter. Sie ähnelt der Europäischen Schwarz-Pappel (Populus nigra), die Rinde ist jedoch anfangs gelblich grün, und die Borke ist aschgrau. Die Triebe sind im Allgemeinen kahl und mehr oder weniger stielrund, nur die Langtriebe sind kantig gerippt. Die Knospen sind harzig, lang, zugespitzt, von brauner Farbe und balsamisch duftend. Die Blätter sind dreieckig bis breit eiförmig, 8 bis 12 Zentimeter lang und zugespitzt, die Basis ist gestutzt bis etwas herzförmig. Am Ansatz des Blattstiels befinden sich zwei bis drei Drüsen. Der beidseitig bewimperte Blattrand ist grob kerbig gesägt mit einwärts gekrümmten Spitzen, nur Blattbasis und Blattspitze sind ganzrandig. Die Blattoberseite ist glänzend dunkelgrün, die Unterseite etwas heller, beide Seiten sind kahl. Der rötlich getönte Blattstiel wird 3 bis 10 Zentimeter lang. Die Kanadische Schwarz-Pappel ist wie alle Pappeln zweihäusig und windblütig und bildet hängende Kätzchen. Die männlichen Kätzchen werden 7 bis 10 Zentimeter lang, die Einzelblüten haben 40 bis 60 Staubblätter. Die Tragblätter sind farnförmig zerschlitzt. Die weiblichen Blüten haben drei bis vier Griffel. Die Früchte stehen in 15 bis 20 Zentimeter langen Kätzchen. Aufgrund der reichlich gebildeten Samenwolle, wird sie im Englischen als Eastern Cottonwood bezeichnet.
Die Chromosomenzahl beträgt für beide Unterarten Populus deltoides subsp. monilifera und Populus deltoides subsp. wislizeni 2n = 38.

## Verbreitung und Standortansprüche
Das Verbreitungsgebiet der Kanadischen Schwarz-Pappel erstreckt sich im Norden von Süd-Québec über Süd-Ontario westlich bis Süd-Alberta, im Süden bis nach Texas, Nordwest-Florida und Georgia, nach Westen bis zu den Rocky Mountains. In Europa wurde die Art eingebürgert.
Die Kanadische Schwarz-Pappel wächst in Auen- und Ufergehölzen, auf mäßig trockenen, frischen bis feuchten, schwach sauren bis alkalischen Böden aus Sand, Kies und Schottern. Sie ist wärmeliebend und bevorzugt sonnige Standorte, ist aber frosthart. Sie ist eine Art der Winterhärtezone 6a, erträgt also mittlere Jahresminimumtemperaturen von −23 bis −21 °C.

## Ökologie
Die Kanadische Schwarz-Pappel wächst in Reinbeständen oder zusammen mit verschiedenen Weidenarten (Gattung Salix), vor allem mit der Amerikanischen Schwarz-Weide (Salix nigra) und anderen Laubbäumen wie Eichen (Quercus) und Hickory (Carya).

## Systematik
Es werden drei Unterarten unterschieden:
- Populus deltoides subsp. deltoides: Sie kommt ursprünglich in den Vereinigten Staaten und im östlichen Kanada vor.[6]
- Populus deltoides subsp. monilifera (Aiton) Eckenw. (Syn.: Populus deltoides var. occidentalis Rydb.): Sie kommt in Kanada und in den Vereinigten Staaten vor.[6]
- Populus deltoides subsp. wislizeni (S. Watson) Eckenw.: Sie kommt in Colorado, Wyoming, New Mexico, Utah, Arizona, Texas und im mexikanischen Bundesstaat Chihuahua vor.[6]

## Verwendung
→ Hauptartikel: Pappelholz
Die Kanadische Schwarz-Pappel ist die holzwirtschaftlich wichtigste Pappelart Nordamerikas. Sie wurde bis zur Jahrhundertwende selten genutzt, erst nach dem Rückgang der Tulpenbaum-Bestände (Liriodendron) gewann sie als Ersatz zunehmend an Interesse. Sie wird mitunter auch in Mitteleuropa angebaut, doch sind Hybride mit der Europäischen Schwarz-Pappel (Bastard-Schwarz-Pappel) deutlich häufiger.

## Nachweise